# 과학과 여성

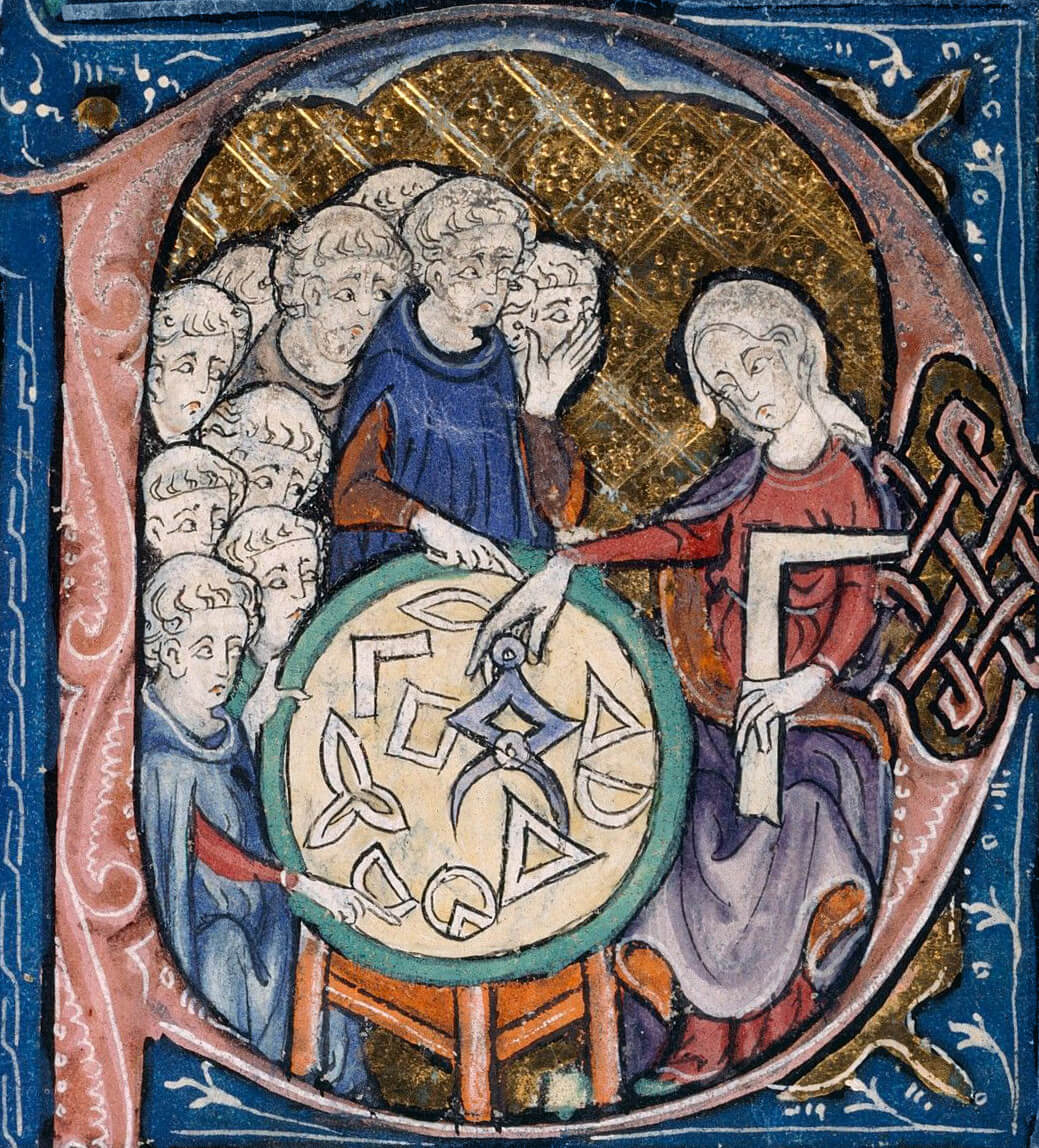
"기하학을 가르치는 여성"중세 시기에 제작된 에우클레이데스의 원론의 삽화

과학에 대한 여성의 기여는 그 초기부터 뚜렷하다. 과학과 여성을 비롯한 젠더와 과학의 관계에 관심을 갖는 역사학자들은 여성들이 주류 과학 저널과 다른 출판물에 자신의 연구를 발표할 때 동료 평가의 과정이나 선정 과정에서 마주친 고의적인 장벽을 뚫고 과학에 투여한 노력과 이룩한 성과를 조명하여 왔다. 이러한 주제에 대한 역사, 비평, 사회학적 연구들은 오늘날 당당히 하나의 학문으로 자리매김하고 있다.
의학에 대한 여성의 기여는 초기 여러 문명에서 확인되며, 고대 그리스의 자연 철학 연구는 여성에게 열려 있었다. 근대 과학의 전단계라고 할 수 있는 연금술에서도 기원 후 1세기에서 2세기에 여성들의 기여가 이루어졌다. 중세 시기 수녀원은 여성 교육의 중요한 장소였고, 수녀 가운데에는 학문적 연구를 할 수 있는 기회를 얻은 여성들도 있었다. 11세이 무렵 중세 대학들이 설립될 때 여성의 입학은 거부되었다. 이탈리아의 경우 여성 교육에 대한 의식은 다른 지역보다 자유스러웠다. 최초로 과학 분야의 대학 교수가 된 여성은 18세기 이탈리아의 과학자 라우라 바시였다.
18세기는 아직 성역할에 대한 고정 관념이 강고한 시대였지만, 여성들은 과학에서 큰 성과를 이루었다. 19세기에도 여성들은 정규 과학 교육에서 여전히 배재되었지만, 이 시기 여성 과학자들은 점차 과학계에서 입지를 다지기 시작하였다. 새롭게 세워진 여자대학교는 여성에 대한 과학 교육의 기반을 마련함은 물론 여성 과학자에게 안정적인 일자리를 제공하였다. 마리 퀴리는 1903년 물리학 발전의 공로가 인정되어 여성으로는 최초로 노벨상을 수상하였고, 1911년에는 다시 노벨화학상을 수상하였다. 1901년에서 2010년 사이 노벨상을 수상한 여성은 40 명으로, 이 가운데 17명이 물리학, 화학, 생리학상 등을 수상하였다.

## 역사

### 고대
고대 시기 이래로 세계 각지 문화에서 여성의 의학 활동이 기록되어 있다. 기원전 2700년 무렵 고대 이집트의 의사였던 메리트프타는 가장 오래 전에 기록된 여성 의사로서 왕가의 계곡에 있는 무덤 속에 이미지가 그려져 있다. 호머는 트로이 전쟁을 묘사한 일리아드에서 아가메데를 언급하였다. 아그노디케는 고대 그리스의 아테나이에서 법률로서 활동이 보장된 최초의 여성 의사이었다.
고대 그리스의 자연 철학은 여성에게 개방되어 있었다. 아글라오니케는 일식을 예언하였고, 피타고라스의 아내였던 테아노는 스스로가 철학자이자 수학자이었다. 크로토네에 있었던 피타고라스 학회에는 테아노 이외에도 여러 여성 회원이 있었다.
기원전 1200년 무렵 바빌로니아의 기록에는 향료를 만들었던 두 여성의 이름이 기록되어 있다. 한 명은 타푸티이고 다른 한 명은 -니누(이름의 앞부분은 소실되었다)이다. 이들은 도구를 사용하여 화학 공정을 정립한 최초의 사람이다. 고대 이집트에서도 맥주를 만들거나 의약품을 만드는 일을 하는 여성들이 있었다. 이들 가운데에는 연금술을 행하던 이들도 있었다. 기원후 1세기에서 2세기 시기의 알렉산드리아는 영지주의의 영향으로 여성의 학술 참여에 개방적이었다. 유대인 여성 마리아로 알려진 연금술사는 중탕기를 비롯한 몇 가지 화학 실험도구를 개발하였다. 마리아는 간단한 증류기인 케로타키스와 보다 복잡한 도구인 트리비코스도 고안하였다.
알렉산드리아의 히파티아(약 350년 - 415년)는 테온의 딸로 신플라톤 학회에서 천문과 철학, 수학을 가르쳤다. 히파티아는 수학에 중요한 공헌을 한 최초의 여성 수학자로 알려져 있기도 하다. 히파티아는 기하학과 대수학, 천문학에 대한 책을 집필하였고, 비중계, 아스트롤라베, 증류수를 얻기 위한 증류기 등을 제작하였다. 히파티아는 대중을 상대로한 강연을 진행하였고, 알렉산드리아의 공무도 일정 부분 수행하였다. 415년 파라발라니(라틴어: Parabalani, 수사와 같은 삶을 사는 사람들)로 불리는 초기 기독교의 맹신자들이 히파티아를 길거리에서 붙잡아 살해하고 시체를 불태웠다.  고대 말엽에 발생한 이 일을 두고 학자들 중에는 수백년간 이어져온 여성의 과학 활동에 종지부를 찍은 사건이라고 평가하는 사람도 있다.

### 중세

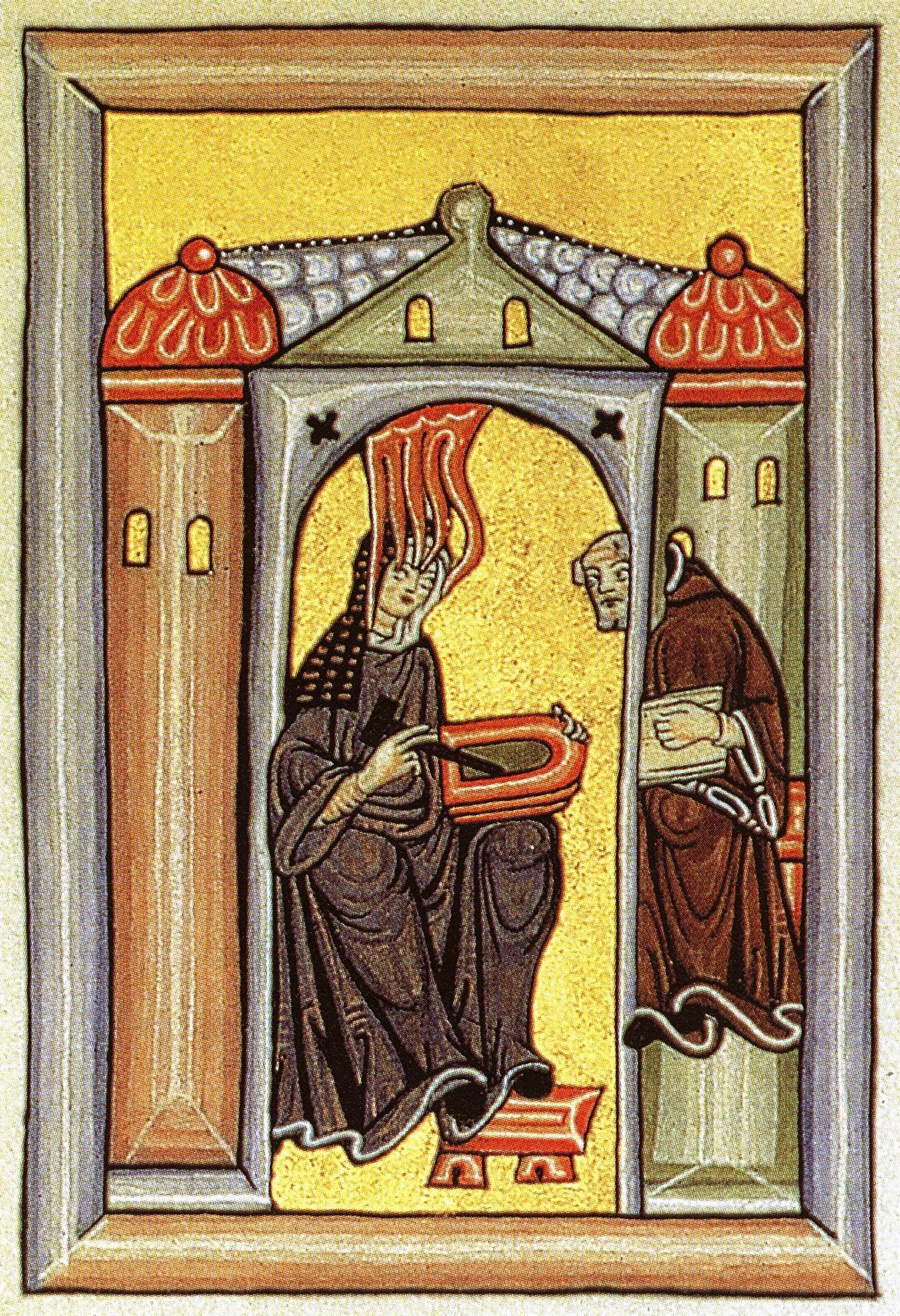
힐데가르디스 빙겐시스

서로마제국의 붕괴 이후 유럽의 중세 초기는 흔히 암흑기로 알려져 있다. 서로마제국의 몰락후 고전 고대의 지식을 흡수하고 발전한 것은 이슬람 세계의 과학이었다. 한편 동로마제국 이외의 유럽 지역에서는 수도원이 학문을 지속하는 중심지 역할을 하였다. 수도원의 수사들은 필사를 통하여 과거의 지식들을 후대에 전하였다.
asdfsdf
이 시기 유럽의 수녀원은 여성의 교육과 학문 활동에 중요한 역할을 하였다. 일례로 널리 알려진 철학자이자 식물학자인 독일의 수녀원장이었던 힐데가르디스 빙겐시스(1098년 - 1179년)는 의학과 식물학, 자연사 등에 대한 여러 저술을 남겼다. 흐로츠비타(935년 - 1000년) 역시 독일의 수녀원장으로 여성 교육에 헌신하였다. 그러나, 모두 남성으로 이루어진 성직자들은 학문하는 수녀의 증가를 탐탁하지 않게 여겨 이들의 활동을 억압하였다. 수녀원의 교육 내용은 제약되었고 그 결과 여성의 과학 참여 역시 퇴보하였다.
11세기에 들어 중세 유럽에 대학교들이 세워지기 시작하였지만, 여성의 입학은 금지되었다. 1088년 세워진 이탈리아의 볼로냐 대학교는 예외적으로 여성의 입학을 허용하였다.
이탈리아는 유럽의 다른 지역과 달리 여성 교육에 대해 보다 자유스러웠다. 살레르노에서 11세기 무렵 활동하였던 트로툴라는 살레르노 의학회의 대표를 역임하기도 하였다. 트로툴라와 함께 의료에 종사하였던 귀족 여성들을 살레르노의 귀부인들이라 불리었으며 주로 산과를 비롯한 여성의학을 담당하였다. 이탈리아의 여성 의사로는 도로테아 부카와 같은 인물이 있다. 그녀는 1390년부터 40년간 볼로냐 대학교의 철학 및 의학 교수로 재직하였다. 이 외에도 14세기에 활동한 아벨라, 자코비나 펠리시에, 알레산드라 길리아니, 레베카 드 과르나, 마르가리타, 메르쿠리아데, 15세기의 콘스탄체 칼렌다, 칼리체 디 듀리시오, 그 이후의 콘스탄차, 마리아 인카르나타, 토마시아 데 마티오와 같은 사람들이 이탈리아에서 의사로서 활동하였다.
이러한 여성의 활동에도 불구하고 중세 시기 여성은 남성보다 열등하다는 차별과 편견에 시달렸다. 예를 들어 대표적인 기독교 교부인 토마스 아퀴나스는 "여성은 권한을 유지할 정신적 능력이 박약하다."고 주장하였dddfsfff다.

### 과학 혁명기

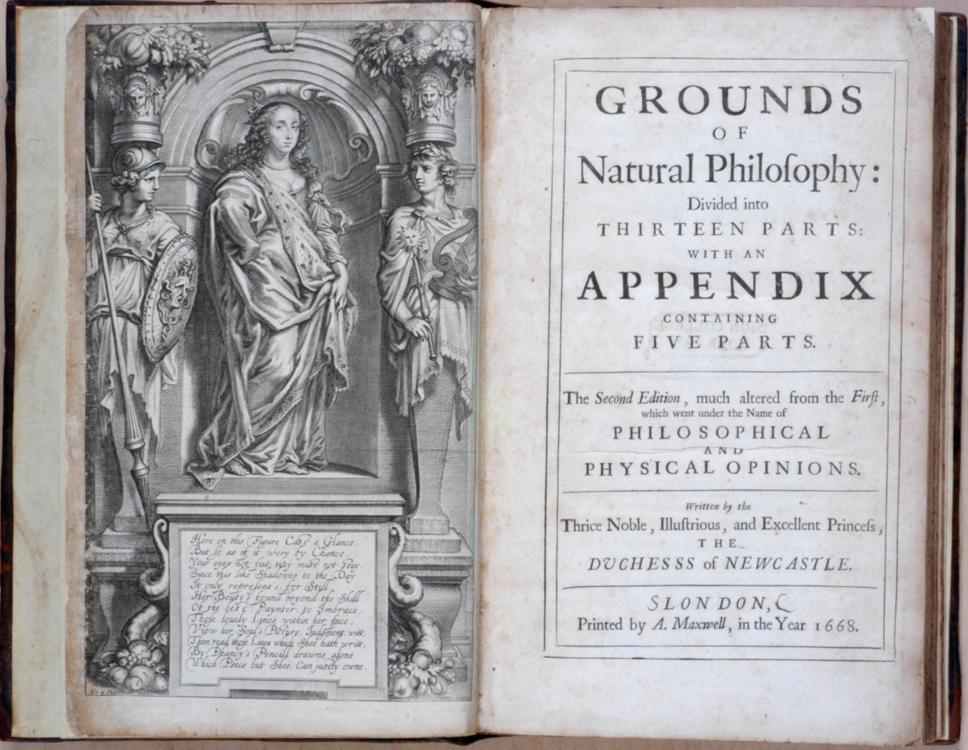
마거릿 케번디시의 《자연철학의 기반》 표지

17세기 영국의 귀족인 마거릿 케번디시는 당시 과학에 매우 중요한 공헌을 하였다. 그녀는 《경험철학적 관찰》(1666년), 《자연철학의 기반》과 같은 과학 저술을 집필하였다. 이 저술들에서 케번디시는 인간은 과학을 통해 자연의 주인이 될 수 있다고 주장하였고, 베이컨의 경험과학에 대한 비평, 현미경을 통한 관찰의 중요성 등을 언급하였다.
독일에서는 도구의 제작에 여성 조수를 두는 관습이 있었고, 이런 일을 한 여성들은 천문 관측과 같은 과학적 관찰에 관여하여 왔다. 1650년에서 1710년 사이 독일 천문학자 가운데 14% 정도가 여성이었다. 마리아 빈켈만은 널리 알려진 독일 천문학자이다. 그녀는 아버지와 삼천에게서 천문학과 관측 방법을 배웠고 그후 독학으로 천문 연구를 이어나갔다. 그녀는 프로이센 천문학자 고트프리드 키르히와 결혼한 뒤 그의 조수 자격으로 베를린 과학 아카데미의 천문 관측을 담당하였다. 빈켈만은 혜성을 발견하는 등 자신만의 연구 성과를 발표하였다. 남편인 키르히가 죽은 뒤로도 빈켈만은 베를린 아카데미의 천문 관측 담당을 계속하고자 하였으나 아카데미는 학위가 없는 여성이라는 이유로 거부하였다. 베를린 아카데미는 "쥐구멍"을 만들 수 없다며 여성을 고용하는 선례를 남기지 않으려고 하였다. 빈켈만이 당면했던 문제는 당시 유럽의 여성 과학자가 일반적으로 받았던 차별이었다. 영국의 왕립학회나 프랑스의 과학 아카데미 역시 여성의 입회나 고용을 거부하였다. 아카데미의 여성 차별은 20세기가 될 때까지도 계속되었다.
마리아 지빌라 메리안(1647년 – 1717년)은 근대 식물학과 동물학의 창시자 가운데 한명이다. 그녀는 13세때부터 애벌레를 키우고 그것이 나비로 변태하는 과정을 관찰하였다. 메리안은 연구록에 자신의 관찰을 기록하였다. 메리안은 《꽃에 대한 새 책》에서 식물과 곤충의 분류를 제안하였다. 남편이 사망한 뒤 수리남으로 관찰 여행을 다녀 왔고 《수리남 곤충의 변태》를 출간하였다. 그녀는 자신의 관찰한 내용을 스스로 그린 삽화가이기도 하였다.
과학혁명기를 거치면서 사람들은 여성들도 남성과 같이 과학에 공헌을 할 수 있다는 생각을 갖기 시작하였다.

### 18 세기

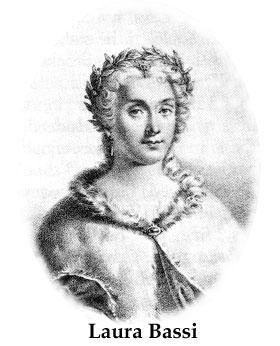
라우라 바시

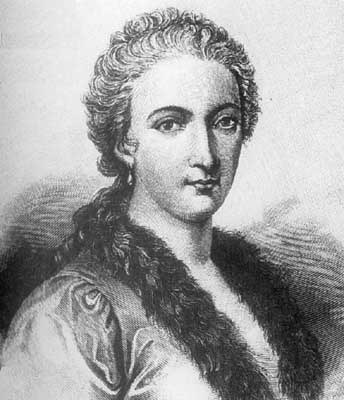
마리아 아녜시

18세기 여성을 바라보는 시각은 셋으로 나뉘어 있었다. 하나는 여성이 정신적으로나 사회적인 면에서 남성에 비해 열등하다는 시각이었고, 다른 하나는 남녀가 평등하지만 다르다는 것이었으며, 또 다른 하나는 잠재적으로 동등해 질 수 있다는 것이었다. 장자크 루소와 같은 인물은 여성의 역할을 모성애나 남성 배우자에 대한 봉사로 묶어두고자 하였지만, 계몽주의 시기를 거치는 동안 여성의 경험과 역할은 확대되어 갔다.  유럽의 모든 곳에서 전성기를 맞이한 살롱 문화는 남성과 여성이 한 자리에 앉아 정치, 사회, 그리고 과학적 주제를 놓고 토론을 할 수 있도록 하였다. 루소가 살롱에서 토론하는 남자들을 "계집같다"고 비난하는 동안에도 살롱은 남녀가 한데 섞여 있는 공간으로 변모했다. 이 시기 살롱에서는 수학, 물리, 식물학, 철학 등의 주제가 대화 주제로 올랐으며 여성들은 아무런 제지 없이 과학 지식 세계에 입장할 수 있었다.
대학교에서 과학 교수로 부임한 첫 여성은 라우라 바시였다. 바시는 서유럽에서 박사 학위를 취득한 두번째 여성이기도 하였다. 바시는 이탈리아에 뉴턴 물리학과 중력 이론을 전파하는데 공헌하였다.
1741년 프로이센의 프리드리히 2세는 도로테아 에르스레벤(1715년 – 1762년)이 할레 대학교 의과에 입학할 수 있도록 허락하였다. 에르스레벤은 1754년 여성으로서는 최초로 독일 자연과학 박사 학위를 취득하였다. 1742년 에르스레벤은 여성도 대학교에서 근무할 수 있어야 한다고 청원하였다.
1741년 카를로타 프뢸리히는 여성으로서는 최초로 스웨덴 왕립 과학 아카데미에 논문을 제출하였고, 뒤를 이어 1748년 에바 에케블라드는 최초의 여성 회원이 되었다.
이탈리아에서는 마리아 아녜시가 수학 교과서를 집필한 첫 여성 수학자가 되었다. 그녀는 1748년 미적분해석학에 대한 교과서를 출간하였다.
볼테르의 가까운 친구였던 에밀리 뒤 샤틀레는 오늘날 운동량으로 불리는 운동 에너지의 개념을 최초로 정립하여 스스로 최고의 물리학적 성과를 일구어 내었다. 그녀는 자유 낙하 운동에서 물체가 떨어지는 거리는 속도가 아니라 속도의 제곱에 비례함을 실험적으로 입증하기도 하였다. 샤틀레의 이 실험은 뉴턴 역학보다 앞서 같은 사실을 증명한 것이다.
18세기 유럽의 실험은 많은 경우가 가정에서 이루어졌으며, 여성들은 가족의 일원으로서 실험을 함께 하였다. 앙투안 라부아지에의 부인인었던 마리앙 피에레테 파울제는 산소의 발견 실험을 비롯한 라부아지에의 여러 실험을 함께 하였다. 그녀는 영어를 할 수 있었고 라부아지에가 조지프 프리스틀리와 화학반응에서 열의 역할에 대한 서신을 교환하거나 리처드 키르완의 플로지스톤 설을 반박하는 논문을 발표했을 때 이를 영어로 번역하였다. 그녀는 자크루이 다비드에게서 그림을 배웠으며 라부아지에가 1789년 발표한 《화학원소》의 삽화를 그리기도 하였다. 마리앙은 작지만 생기 넘치는 살롱을 운영하였고 그 곳에서 많은 과학자와 자연주의자들과 교류하였다.

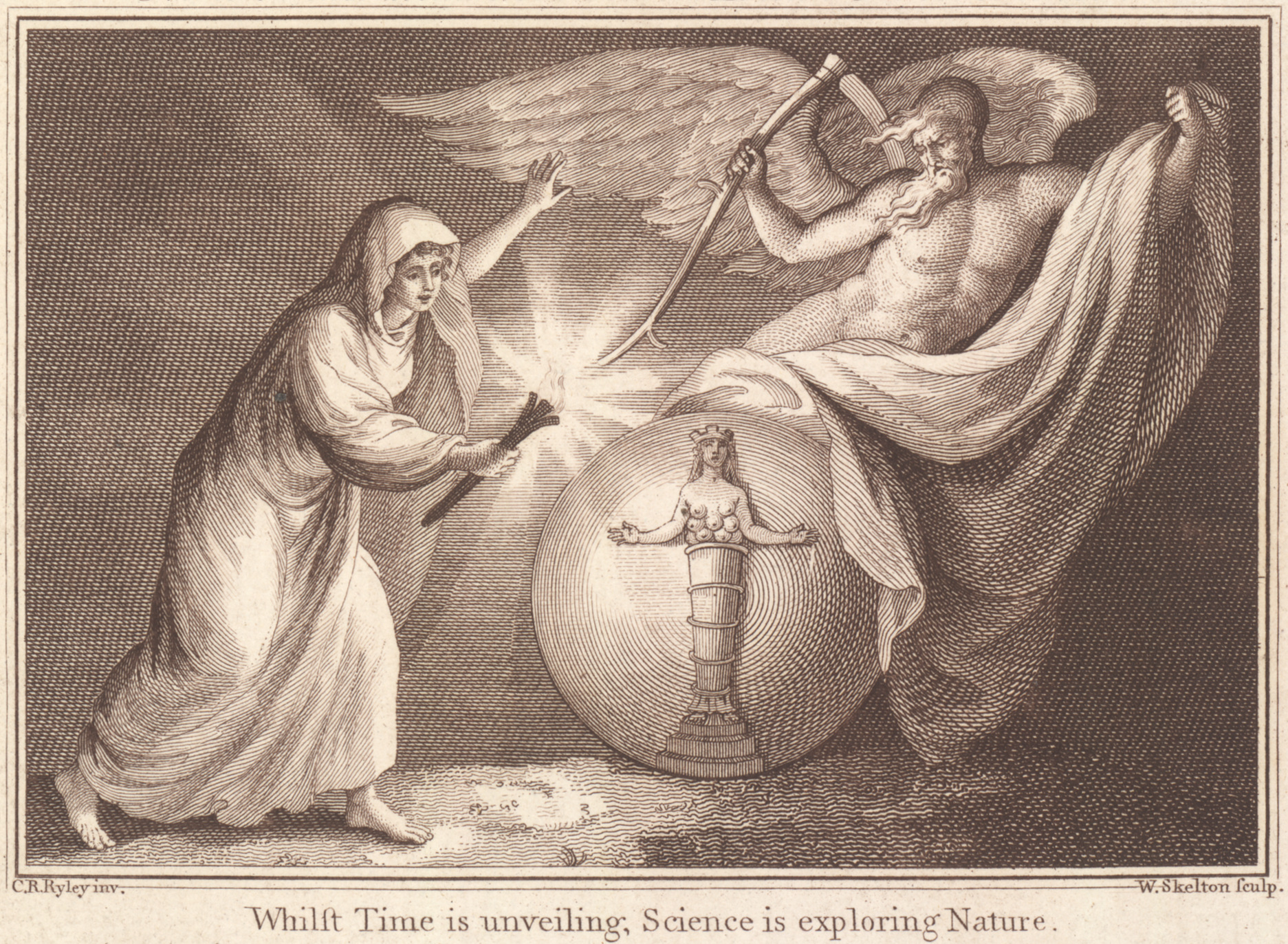
여성으로 묘사된 과학자가 자신이 들고 있는 등불을 자연에 비추고 있다. 18세기 후반의 박물관 티켓 삽화

18세기 동안 다수의 여성이 과학 분야에서 두두러진 공헌을 하였음에도 식물학계는 여성에게 폐쇄적이었다. 칼 린네는 식물 분류 체계를 세우면서 여성을 도덕적으로 문란한 존재로 묘사하였고, 식물학계 전반에서 여성이 자신들의 학문을 배우는 것에 우려를 나타내었다.
메리 워틀리 몬태규는 오스만 제국을 방문한 여행길에 당시 오스만 제국에서 행해지던 천연두 접종을 관찰하고 이를 유럽에 알렸다.
라우라 바시(1711년 - 1778년)은 이탈리아 과학 연구 아카데미의 회원이자 실험물리 교수였다. 그녀는 최초의 여성 과학 교수로 널리 알려져 있다.
하노버 공국에서 태어난 케롤라인 허셜은 오빠인 윌리엄 허셜과 함께 영국으로 이민을 갔고 천문학에 공헌하였다. 그녀는 조지 3세로부터 약간의 급료를 받고 천문 관측을 담당하였는데, 이로서 최초로 급료를 받는 여성 과학 전문가가 되었다.  케롤라인 허셜은 1786년과 1797년 사이에 8 개의 혜성을 발견하였고, 1798년 《플램스티드 천문대 항성 목록》에서 누락된 500개 이상의 항성 목록을 왕립학회에 제출하였다. 이는 여성이 왕립학회에 제출한 최초의 논문이었다. 1835년 케롤라인 허셜과 메리 서머빌은 함께 왕립천문학회 최초의 명예회원이 되었다.
18세기 전반에 걸쳐 성 역할에 대한 인식은 이전의 세대와 비교하여 크게 달라지지 않았지만, 여성들은 과학 분야에서 큰 진전을 이루었다. 이는 후대 과학 분야에서 성평등을 향상시키는 전례로서 작용하였다.

### 19세기 전반
19세기 전반까지도 과학의 많은 분야는 아마츄어 과학자에 의해 이루어졌다. 여성은 정규 과학 교육에서 배제되어 있었고, 그때문에 공헌 역시 제한적이었다. 그러나 이 시기에 이르러 여성의 과학 교육을 인정하는 사회적 분위기가 만들어지기 시작하였다.
스코틀랜드의 메리 서머빌은 1826년 자기에 관한 논문인 〈태양광 스펙트럼 중 보라색 대역의 자기적 특성〉을 왕립학회에 제출하였다. 이는 왕립학회에 여성이 논문을 제출한 두번째 사례이다. 그녀는 이 외에도 수학, 천문학, 물리학, 지질학 등에 대한 논문을 발표하였고 여성 교육 신장을 위해 헌신하였다. 1835년 서머빌과 케롤라인 허셜은 왕립 천문학회 최초의 여성 명예 회원으로 선출되었다.
서머빌의 제자였던 잉글랜드의 수학자 에이다 러브레이스는 찰스 배비지가 해석 기관을 만들때 협력하였다. 그녀는 1842년에서 1843년사이에 쓴 연구노트에서 해석 기관에 대한 루이지 메나브레아의 논문을 번역하였다고 기록하였다. 또한 러브레이스는 해석 기관으로 음악을 연주하는 것과 같은 어플리케이션을 구상하였다. 그녀는 이를 구현하기 위한 최초의 컴퓨터 프로그램을 작성하였다.
이 무렵 독일에서는 고등교육을 받은 여성을 위한 연구 기관들이 설립되기 시작하였다. 1836년 카이저베르트에 세워진 데코네스 학원은 간호사를 양성하기 위해 여성들을 교육하였다. 1840년 이 연구소를 방문한 엘리자베스 프라이는 영국으로 돌아가 런런 간호학교를 설립하였고, 1851년 플로렌스 나이팅게일이 이 학교에 입학하였다.
1847년 미국의 마리아 미첼은 혜성을 발견하여 이름이 알려지게 되었고, 혜성의 주기를 계산하여 미국 해군관측소의 항해 연보에 등재하였다. 그녀는 1848년 미국 학예 과학 아카데미의 첫 여성 회원이 되었고 1850년에는 미국 과학 진흥 협회의 회원이 되었다.
이 외에도 19세기 전반에 활동한 여성 과학자로는 영국의 메리 애닝(고고학), 애너 아트킨스(식물학), 재닛 테일러(천문학), 프랑스의 소피 제르맹(수학), 쟌느 빌르프뢰-포와르(해양식물학) 등이 있다.

### 19세기 후반
19세기 후반 유럽에서는 여성의 교육 기회가 눈에 띄게 향상되었다. 1850년 프란시스 버스에 의해 개교한 노스 런던 컬리지에이트 스쿨은 여성의 중등교육을 위한 독립 학교이다. 이후 1853년에는 첼튼햄 여자 컬리지가 개교하였고 1872년에는 여자 주간 학교 연맹이 결성되었다. 영국 최초의 여자 대학교는 1869년 개교한 거튼 칼리지이며 뒤를 이어 1871년 뉸햄 컬리지가, 1879년 서머빌 컬리지가 개교하였다.
영국은 크림 전쟁(1854년 - 1856년)에 플로렌스 나이팅게일이 운영하는 여성 간호를 도입하였다. 전쟁이 끝난 후인 1860년 나이팅게일은 런던에 간호 학교를 개교하였고 그 이후 영국 각지에 간호 학교들이 설립되었다. 나이팅게일은 공중 보건을 주창한 선구자이기도 하다.

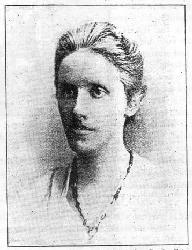
애니 러셀 먼더

애니 러셀 먼더는 천문 사진 촬영의 선구자로 특히 흑점 촬영으로 명성을 얻었다. 거튼 칼리지의 수학과를 나온 먼더는 1890년 에드워드 월터 먼더의 조수로 채용되었다. 훗날 먼더 박물관을 개관한 먼더는 당시 그리니치 천문대의 태양 관측부 책임자였다. 둘은 함께 흑점을 관측하고 태양 촬영 기법을 고안하였다. 1895년 둘은 결혼하였다. 애니의 수학 지식은 흑점 주기를 분석하는데 유용하게 사용되었다. 또한 그녀는 1.5 인치 직경의 렌즈를 갖춘 이동식 카메라를 고안하였다. 1898년 먼더 부부는 인도로 여행하였고 그곳에서 애니 먼더는 일식 중에 최초로 태양의 코로나를 촬영하는데 성공하였다. 케임브리지로 돌아온 부부는 사진을 분석하여 태양 표면이 격렬한 기체 폭풍으로 요동치고 있다는 사실을 발견하였다.
프로이센에서는 1894년 여성이 대학에 진학할 수 있게 되었고 박사 학위 취득도 가능하게 되었다. 1908년에는 여성에 대한 모든 규제를 철폐하였다.
이 시기 저명한 여성 과학자로는 영국의 수학자이자 공학자인 허르서 에어턴, 천문학자인 마거렛 린지 허긴스, 세균학자인 뷰트릭스 포터가 있고, 프랑스의 천문학자 도로테아 클럼프크-로베르트, 독일의 박물학자 아밀리에 디트리히, 물리학자 아그네스 포켈스, 러시아의 수학자 소피아 코발레프스카야 등이 있다.

19세기 후반 미국에서는 각지에 여자대학교가 설립되어 여성 과학자들을 채용하고 여성의 교육 기회를 신장하였다. 당시 여자대학교의 교육과정은 박사 배출에는 미흡하였지만 협력관계에 있던 종합대학교들이 여성의 입학을 받아들이기 시작하였지만 남녀 사이의 격차는 컸다. 1875년 당시 미국에서 박사 학위를 획득한 여성 과학자의 수는 3천 명을 약간 웃돌았다. 그러나 이 숫자는 빠르게 증가하여 1900년이 되면 2만 여명의 여성 과학자가 박사 학위를 가지고 있었다.
일례로 엘리자베스 블랙웰은 1849년 허버트 앤 윌리엄 스미스 컬리지를 졸업하고 미국 최초의 정식 여성 의사가 되었다. 그녀는 1857년 자매인 에밀리 블랙웰, 그리고 마리 차크르체스카와 함께 뉴욕 여성 소아과 의료원을 설립하였다. 블랙웰은 여성을 위한 의학 교육에도 공헌하였고 여러 권의 의학서도 집필하였다.
1876년 캘리포니아 대학교 버클리를 졸업한 엘리자베스 프래그는 미국 최초의 여성 토목공학 박사가 되었다.

### 20세기

#### 2차 세계 대전 이전의 유럽
마리 퀴리는 1903년 물리학 공로로 여성으로서는 최초로 노벨상을 수상하였다. 퀴리는 1911년에 노벨화학상을 수상하였다. 이는 한 명이 두 개의 노벨상을 수상한 첫번째 사례이기도 하였다.
1906년 아일랜드 대학교 갈웨이 컬리지를 졸업한 앨리스 페리는 영국 최초의 여성 토목공학 학위 수여자가 되었다.
리제 마이트너는 핵분열을 발견하는 데 결정적인 공헌을 하였다. 베를린의 카이저 빌헬름 연구소 물리부분의 책임자로서 마이트너는 화학부분 책임자였던 오토 한과 함께 핵물리학을 연구하였다.  유대계였던 마이트너는 나치가 집권한 뒤인 1938년 독일에서 추방되었다. 리제 마이트너와 오토 한이 발견한 핵분열은 훗날 핵발전과 핵무기 등의 기반 기술로 사용되었다.
마리아 몬테소리는 의사로서 장애가 있는 어린이의 교육에 관심을 갖게 되었다. 몬테소리는 훗날 장애가 있는 어린이부터 모든 어린이가 교육받을 수 있는 유아 교육 프로그램인 몬테소리 교육법을 개발하였다.
에미 뇌터는 수학자로서 남성 교수들의 반대를 뚫고 괴팅겐 대학교의 수학 교수가 되었다. 그녀는 물리량의 변환과 관련한 대수학적 정리를 발표하여 훗날 상대성 이론의 형성에 기여하였다. 유태계였던 뇌터는 1933년 나치에 의해 강의가 금지되자 미국으로 망명하였고 브린 마르 대학에서 강의하였다. 물리학에 대한 기여가 널리 알려져 있지만 수학 분야에서는 뇌터 환과 같은 업적이 중요한 공헌으로 평가받고 있다.
영국의 수학자인 메리 카트라이트는 최초로 혼돈 이론에 따른 유체 역학 해석을 정립하였다.
덴마크의 지진학자 잉에 레만은 최초로 지구 내핵을 발견하였다. 1936년 레만은 지진파 분석 결과를 바탕으로 지구의 외핵보다 안쪽에 고체로 된 내핵이 존재할 것이라고 추정하였다.
영국의 마거릿 파운테인은 식물과 곤충을 관찰하고 이를 삽화로 기록하였고, 저명한 동물학자였던 조안 뷰챔프 프록터는 런던동물원에서 여성 최초의 파충류 큐레이터를 역임하였다.

#### 2차 세계대전 이전의 미국
이전 시기 개설된 여자 대학교와 새로 개교한 종합 대학교들의 교육에 힘입어 이 시기 미국의 여자 과학자 수는 눈에 띄게 늘었다. 마거릿 로시터가 펴낸 《아메리카의 여성 과학자: 1940년 투쟁과 전략》과 《아메리카의 여성 과학자: 1940년 - 1972년 사이의 차별 철폐 이전 시기》에서는 2차 세계대전 이전 20세기 전반에 대해 과학계 내에서 여성의 기회는 신장되었으나 여전히 여성 과학자의 업적은 제대로 인정받지 못하였다고 개괄하고 있다.

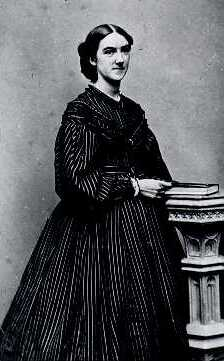
엘런 스왈로우 리차드즈

1892년 보스턴에서 가정학을 강의하던 엘런 스왈로우 리차드즈는 "새로운 과학의 세례자"로 불렸다. 리차드즈는 가정학 연구에서 비롯된 영양의 소비 개념을 오늘날 생태학으로 불리는 새로운 과학 분야에 접목시켰다. 리차드즈는 미국 가정학회의 출범에 기여하였고, MIT에서 근무하는 동안 위생 공학의 성립 기반을 다졌다.
이 시기 미국의 여성 과학자들은 식물학, 발생학, 심리학 등에서 박사 학위자들이 배출되었다. 그러나 이들의 취업은 교육 기관이나 아동 심리학 상담소 또는 병원 이나 사회 복지사 등이 주였으며 보다 본격적인 전문 과학직의 진출에는 여전히 장애가 있었다.
1901년 천문학자 애니 점프 캐넌은 항성의 분광형을 분류하고 각각의 특성에 따라 이름을 붙였다.  O, B, A, F, G, K, M으로 분류한 캐넌의 항성분류는 오늘날에도 그 이름대로 사용된다.

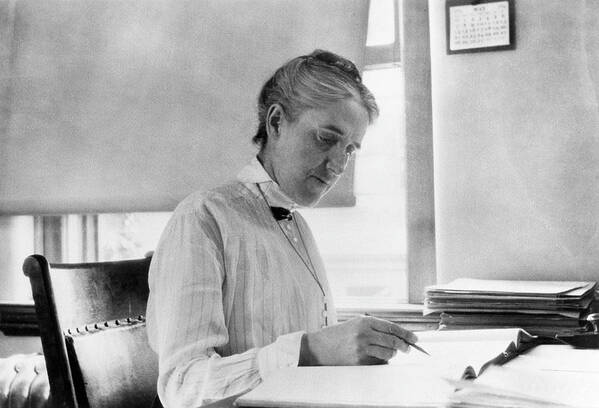
헨리에타 스완 리비트는 현대천문학의 기반이 되는 공헌을 하였다.

헨리에타 스완 리비트는 1908년 자신의 첫 변광성 관련 연구를 발표하였다. 이는 셰페이드 변광성의 변광 주기와 밝기 사이에 분명한 관계가 있다는 것이었다.  리비트의 이러한 발견은 인류의 우주관을 완전히 바꾸어 놓았다. 셰페이드 변광성의 주기를 관측하면 밝기의 절대 등급도 알 수 있게 되고, 그에 따라 거리도 측정할 수 있게 된다. 에드윈 허블은 리비트의 발견을 토대로 항성의 거리를 측정하였고, 우주가 팽창하고 있다는 사실을 발견하였다. 허블은 종종 리비트가 노벨상을 받아야 한다고 말하였다. 스웨덴 과학 아카데미의 예스타 미타그레플레르는 1924년 리비트를 노벨상 후보로 올렸지만, 이미 몇 해전 사망하였다는 사실을 알게 되었다. 노벨상은 생존해 있는 사람에게만 수여되기 때문에 리비트는 노벨상을 받을 수 없었다.
1925년 세실리아 페인가포슈킨은 하버드 대학교 박사 학위 논문에서 항성들이 대부분 수소와 헬륨으로 구성되어 있다는 분석 결과를 발표하였다. 이 논문은 이후 천체물리학의 근간이 되었다.
캐나다 출신으로 미국과 독일에서 활동한 모드 멘텐은 독일의 화학자 레오노르 미카엘리스와 함께 빅토르 헨리가 발견하였던 효소의 반응 속도를 연구하여 미하엘리스-멘텐 식을 발표하였다. 멘텐은 또한 염기성 포스파타아제의 아조 염색제 반응을 연구하여 조직 화학에서 이를 이용할 수 있도록 하였다. 그녀는 또한 B형 파라티푸스, 연쇄상구균의 하나인 스트렙토코쿠스 스칼라티나, 그리고 살모넬라 등에서 세균성 독성 물질을 분리하였고, 1944년에는 최초로 전기영동 장치를 구성하여 단백질을 분리하였다. 멘텐은 헤모글로빈의 특성, 혈당의 조절 기제, 그리고 콩팥의 기능 등을 밝히는데 공헌하였다.
1941년 미국 과학 연구 개발 사무국의 책임자가 된 버니바 부시는 제2차 세계대전이 일어나 남성들이 전쟁에 참여하느라 발생한 인력 부족을 해결하기 위해 여성들을 채용하였다. 많은 여성들이 맨해튼 프로젝트에 투입되거나 미국 국방성 산하의 과학 프로젝트에 종사하였다. 맨해튼 프로젝트에 종사한 여성 과학자로는 레오나 우즈, 캐서린 웨이, 우젠슝과 같은 사람들이 있다.
영양학자인 리디아 로버츠, 하젤 스티벨링, 헬렌 S. 미첼은 1941년 전쟁 시기 군인과 민간인의 식량 배급을 위한 영양 섭취 기준을 개발하였다. 이들이 개발한 영양 섭취 기준은 C-레이션과 같은 배급품의 생산 기준이 되었다.
그레이스 호퍼는 1943년 미국 해군에 입대하여 프로그래머가 되었다. 그녀는 훗날 코볼의 핵심 개발자 가운데 한 명이 되었고, 미국 해군 최초의 여성 제독이 되기도 하였다.
체코계 미국인인 거티 코리는 글리코겐의 작용 기제를 밝혀 1947년 여성 최초로 노벨 생리학·의학상을 수상하였다.

### 20세기 후반 이후
2차세계 대전 후 세계는 새로운 질서를 맞이하였다. 국제 연합은 세계 인권 선언을 비롯하여 여러 선언과 조약을 통해 인종과 성별에 따른 차별을 철폐하고자 노력하였다. 한편, 여성주의는 20세기 후반에 들어 전세계적인 흐름이 되었으며 모든 분야에서 성별이나 성정체성에 의한 차별을 극복하고자 하였다. 유네스코는 1987년 개발도상지역의 여성 과학 기구를 설립하고 여성의 과학 공헌을 지원하고 있으며 1998년부터는 로레알-유네스코 여성 과학자상을 운영중이다. 20세기 후반에 들어 전 세계적인 교육 진흥에 힘입어 세계 각지에서 여성의 과학 공헌이 일반화되었다. 그러나 여전히 많은 부분에서 보이지 않는 차별과 장애가 남아있다.
- 케스린 안토넬리, 진 바틱, 베티 호버턴, 마를린 멜처, 프란시스 스펜스, 루스 테이텔봄의 여섯 명은 최초의 컴퓨터로 불리는 에니악의 프로그래머였다.
- 도러시 호지킨는 페니실린 구조를 입증하고 비타민 B12 구조를 밝혀낸 공로로 1964년에 세 번째 여성 노벨 화학상 수상자가 되었다.[66]
- 조셀린 벨 버넬은 1967년 펄사를 최초로 발견하였다. 당시 발견한 펄사에는 PSR B1919+21로 불린다.[67][68] 그러나 펄사를 관측한 것은 벨 버넬이었음에도 지도교수였던 앤서니 휴이시만 노벨 물리학상을 받고 벨 버넬은 제외되었다.[69]
- 로절린드 프랭클린은 1953년 DNA의 X선 회절 사진을 촬영하여 DNA 구조 파악에 결정적인 역할을 하였다.
- 남아프리카 출신의 영국 물리학자이자 방사선생물학의 선구자인 티크바흐 알퍼는 진전병이 유전 물질이 아닌 변형 단백질에서 유래한다는 것을 밝혀 전염성해면상뇌병증의 작동 기재를 발견하였다.[70]
- 프랑수아즈 바레시누시는 인간의 면역결핍증(AIDS)을 일으키는 HIV를 발견한 공로로 2008년 하랄트 추어 하우젠, 뤽 몽타니에와 함께 노벨 생리학·의학상을 수상하였다.[71]
- 거트루드 B. 엘리언은 1988년 엘리언은 히칭스, 제임스 블랙 경과 함께 "약물 치료의 중요한 원칙의 발견"으로 노벨 생리학·의학상을 수상하였다.[72]
- 오스트레일리아의 지질학자이자 고생물학자였던 도로시 힐은 1971년 오스트레일리아 과학 아카데미 최초의 여성 의장을 역임하였다.[73]
- 영국의 동물학자이자 환경운동가인 제인 구달은 침팬지에 대한 연구로 세계적인 명성을 얻었다.
- 미국의 이론 물리학자 리사 랜들은 1999년 라만 선드럼과 함께 랜들-선드럼 모형을 정립하였다.[74] 랜들은 프리스턴 대학교, MIT, 하버드 대학교 등에서 최초의 여성 종신 교원이 되었다.
- 린다 B. 벅은 후각 수용체 연구로 2004년 리처드 액설과 함께 노벨 생리학의학상을 수상하였다.[75]
- 투유유는 개똥쑥을 이용한 말라리아 치료 성분인 아르테미시닌(Artemisinin)을 발견해, 윌리엄 C. 캠벨 및 오무라 사토시와 함께 2015년 노벨 생리학·의학상을 수상했다.[76]

## 노벨상
2017년 현재 노벨상을 수상한 여성은 모든 분야를 통틀어 40명이며 이 가운데 물리학, 화학, 생리학·의학 등의 과학 관련 여성 수상자는 17명이다.

### 물리
- 1963 – 마리아 괴퍼트메이어
- 1903 – 마리 퀴리

### 화학
- 2009 – 아다 요나트
- 1964 – 도러시 호지킨
- 1935 – 이렌 졸리오퀴리
- 1911 – 마리 퀴리

### 생리학·의학
- 2015 – 투유유
- 2014 – 마이브리트 모세르
- 2009 – 엘리자베스 블랙번
- 2009 – 캐럴 그라이더
- 2008 – 프랑수아즈 바레시누시
- 2004 – 린다 B. 벅
- 1995 – 크리스티아네 뉘슬라인폴하르트
- 1988 – 거트루드 B. 엘리언
- 1986 – 리타 레비몬탈치니
- 1983 – 바버라 매클린톡
- 1977 – 로절린 서스먼 얠로
- 1947 – 거티 코리

## 같이 보기
- 과학사
- 세계 여성과학인의 날
- 여자 과학자 목록
- 여자 노벨상 수상자 목록
- 마틸다 효과
- 여성 노동자

### 내용주
1. ↑  중탕기는 유럽에서 마리아의 그릇(프랑스어: Bain-marie, 이탈리아어: Bagnomaria, 스페인어: Baño María)으로 불린다.

### 참조주
1. 1 2 3  Whaley, Leigh Ann. Women's History as Scientists. Santa Barbara, California: ABC-CLIO, INC. 2003.
2. 1 2  “Nobel Prize Awarded Women”.
3. ↑  MERIT PTAH 보관됨 2017-12-13 - 웨이백 머신, 4kyws
4. 1 2 3 4  “Time ordered list”.
5. 1 2 3  Rayner-Canham, Marelene. 《Women in Chemistry: Their Changing Roles from Alchemical Times to the Mid-Twentieth Century》. Washington, DC: American Chemical Society; Chemical Heritage Foundation. 1–2쪽.
6. 1 2  “Reframing the question”. 2010년 6월 4일에 원본 문서에서 보존된 문서. 2017년 12월 3일에 확인함.
7. ↑  “Hypatia | mathematician, astronomer, and philosopher”. 《Encyclopædia Britannica》. 2016년 4월 8일에 확인함.
8. 1 2 3  Rayner-Canham, Marelene. 《Women in Chemistry: Their Changing Roles from Alchemical Times to the Mid-Twentieth Century》. Washington, DC. 3–4쪽.
9. ↑  A. B. Deakin, Michael (August 1995). “The Primary Sources for the Life and Work of Hypatia of Alexandria”. 《History of Mathematics Paper 63》. 2016년 3월 7일에 원본 문서에서 보존된 문서. 2016년 4월 7일에 확인함.
10. 1 2  A. B. Deakin, Michael (1994). 《Hypatia and Her Mathematics》. Mathematical Association of America. 234–243쪽.
11. ↑  The End of the Classical World, (Lecture 12), in Lawrence M. Principe (2002) History of Science: Antiquity to 1700. Teaching Company, Course No. 1200
12. 1 2 3 4 5  Rayner-Canham, Marelene. 《Women in Chemistry: Their Changing Roles from Alchemical Times to the Mid-Twentieth Century》. American Chemical Society; Chemical Heritage Foundation. 6–8쪽.
13. ↑  “Hildegard von Bingen (Sabina Flanagan)”. 2007년 6월 10일에 원본 문서에서 보존된 문서. 2017년 12월 3일에 확인함.
14. 1 2  Edwards, J. S. (2002). “A Woman Is Wise: The Influence of Civic and Christian Humanism on the Education of Women in Northern Italy and England during the Renaissance” (PDF). 《Ex Post Facto: Journal of the History Students at San Francisco State University》 XI. 2020년 3월 31일에 원본 문서 (PDF)에서 보존된 문서. 2017년 12월 3일에 확인함.
15. 1 2  Howard S. The Hidden Giants, p. 35, (Lulu.com; 2006) (Retrieved 22 August 2007)
16. ↑  Brooklyn Museum: Elizabeth A. Sackler Center for Feminist Art: The Dinner Party: Heritage Floor: Dorotea Bucca (Retrieved 22 August 2007)
17. ↑  Jex-Blake S (1873) The medical education of women, republished in The Education Papers: Women's Quest for Equality, 1850–1912 (Spender D, ed) p. 270] (Retrieved 22 August 2007)
18. ↑  Walsh, J. J. Medieval Women Physicians' in Old Time Makers of Medicine: The Story of the Students and Teachers of the Sciences Related to Medicine During the Middle Ages, ch. 8, (Fordham University Press; 1911)]
19. ↑  Whaley, Leigh Ann. Women's History as Scientists. (California: 2003), pg. 114.
20. ↑  Spielvogel, Jackson J. Western Civilization, Volume B: 1300–1815. Thomson/Wadsworth, 2009. ISBN 978-0-495-50289-0
21. ↑  Schiebinger, Londa (1992). "Maria Winkelmann at the Berlin Academy", in Gendered domains: rethinking public and private in women's history : essays from the Seventh Berkshire Conference on the History of Women. (Ithaca: 1992). 65.
22. ↑  Ingrid D. Rowland. “The Flowering Genius of Maria Sibylla Merian”. 《The New York Review of Books》.
23. ↑  “Metamorphosis insectorum Surinamensium. :: Natural History – Original Investigations”. 《lhldigital.lindahall.org》. 2017년 5월 2일에 원본 문서에서 보존된 문서. 2017년 3월 2일에 확인함.
24. ↑  Valiant, Sharon (1993). “A Review Essay: Maria Sibylla Merian: Recovering an Eighteenth Century Legend”. 《Eighteenth Century Studies》 26 (3): 467–479.
25. ↑  John Augustine Zahm; H. J. Mozans (1913), 《Woman in science》, New York: Appleton, 240=241쪽
26. ↑  "book" in Spielvogel, Jackson (2014) Western Civilisation. Toward a New Heaven and a New Earth: The Scientific Revolution. Cengage Learning. Chapter 16, p492.
27. ↑  “Women's History as Scientists: A Guide to the Debates”. ABC-CLIO.
28. ↑  Whaley, Leigh Ann. Women's History as Scientists. (California: 2003), 118.
29. ↑  “Redirect support”.
30. ↑  Watts, Ruth, Women in Science: A Social and Cultural History. (London and New York: 2007), pg. 62.
31. 1 2  Findlen, Paula (1993). “Science As A Career In Enlightenment Italy : The Strategies Of Laura Bassi”. 《Isis》 84: 440–469. doi:10.1086/356547. JSTOR 235642.
32. ↑  Directorate General for Research. European Commission. Women In Science. 2009. ISBN 978-92-79-11486-1. doi 10.2777/41595.]
33. ↑  "Erxleben, Dorothea (1715–1762)." Encyclopedia.com. HighBeam Research, n.d. Web. 24 Nov. 2014; Julia von Brencken: Doktorhut und Weibermütze. Dorothea Erxleben – die erste Ärztin. Biographischer Roman. Kaufmann, 1997.
34. ↑  《Flower Hunters》.
35. ↑  Ogilvie, Marilyn Bailey (1993). 〈Agnesi, Maria Gaetana〉. 《Women in Science: Antiquity through the Nineteenth Century》. MIT Press. 26–27쪽. ISBN 0-262-65038-X.
36. ↑  Zinsser Judith P. Emilie Du Chatelet: Daring Genius of the Enlightenment. Penguin paperback, November 27, 2007.
37. ↑  Watts, Ruth, Women in Science: A Social and Cultural History. (London and New York: 2007), pg. 63.
38. ↑  Rosenhek, Jackie.Safe Smallpox InoculationsDoctor's Review: Medicine on the Move, Feb 2005. Web. 10 Nov 2015. Safe Smallpox Inoculations 보관됨 2017-09-04 - 웨이백 머신
39. ↑  Whaley, Leigh Ann. Women's History as Scientists. (California: 2003), pg. 137.
40. ↑  Dreyer, ed. by J. L. E.; Turner, H. H. (1987). 《History of the Royal Astronomical Society.》 Reprint [d. Ausg.] Loon, Wheldon & Wesley, 1923.판. Palo Alto, California: Reprinted for the Society by Blackwell Scientific Publications. 81쪽. ISBN 0-632-02175-6.
41. ↑  “Ada Lovelace, In Our Time – BBC Radio 4”.
42. ↑  Claus-Hinrich Offen; Schule in einer hanseatischen Bürgergesellschaft: zur Sozialgeschichte des niederen Schulwesens in Lübeck (1800–1866), 1990
43. 1 2  The Cambridge Illustrated History of Medicine, R. Porter (editor), Cambridge University Press, 1996
44. ↑  Clark, Stuart (2007). 《The Sun Kings – The Unexpected Tragedy of Richard Carrington and the Tale of How Modern Astronomy Began》. Princeton University Press. 140–146, 154–162쪽.
45. 1 2  “CONTRIBUTIONS OF 20TH CENTURY WOMEN TO PHYSICS”.
46. ↑  “Changing the Face of Medicine – Dr. Elizabeth Blackwell”.
47. ↑  “WEP Milestones”. 《Berkeley Engineering》. University of California, Berkeley. 2012년 1월 10일에 원본 문서에서 보존된 문서. 2011년 11월 24일에 확인함.
48. ↑  “Alice Perry”. Institution of Engineers of Ireland. 2011년 11월 24일에 확인함.
49. ↑  Phyllis Povell (2009). 《Montessori Comes to America: The Leadership of Maria Montessori and Nancy McCormick Rambusch》. California, US: UPA. 170쪽. ISBN 978-0-7618-4928-5.
50. ↑  Emmy Noether (1918c) "Invariante Variationsprobleme" Nachrichten von der Gesellschaft der Wissenschaften der Göttingen, 235–257. Presented by Felix Klein 16 July 1918. Final printed version submitted September 1918. Paper denoted 1918c, in a Bibliography of Noether's work, pp. 173–182 of Emmy Noether in Bryn Mawr: Proceedings of a symposium sponsored by the Association for women in mathematics, in honor of Emmy Noether's 100th birthday (1983, Bhama Srinivasan and Judith Sally, eds.) Springer-Verlag ISBN 0-387-90838-2. Biographical information on Noether's life can be found on pp. 133–137 "Emmy Noether in Erlangen and Göttingen", and on pp. 139–146 "Emmy Noether in Bryn Mawr".
51. ↑  Hayman, Walter K. (2000). “Dame Mary (Lucy) Cartwright, D.B.E. 17 December 1900 - 3 April 1998: Elected F.R.S. 1947”. 《Biographical Memoirs of Fellows of the Royal Society》 46: 19. doi:10.1098/rsbm.1999.0070.
52. ↑  “Inge Lehmann: Discoverer of the Earth's Inner Core”. 2017년 8월 11일에 원본 문서에서 보존된 문서. 2017년 12월 3일에 확인함.
53. ↑  Rossiter 1982
54. ↑  Rossiter 1995
55. ↑  Kass-Simon, G. and Farnes, Patricia. Women of Science: Righting the Record. Bloomington, Indiana: Indiana University Press. 1993.
56. ↑  Clarke, Robert. Ellen Swallow: The Woman Who Founded Ecology. Chicago: Follett. 1973.
57. 1 2  Pogge, Richard (2006년 1월 8일). “Introduction to Stars, Galaxies, & the Universe”. Ohio State University Department of Astronomy.
58. ↑  Hamblin, Jacob Darwin (2005). 《Science in the early twentieth century: an encyclopedia》. ABC-CLIO. 181–184쪽. ISBN 1-85109-665-5.
59. 1 2  Malatesta, Kerri (2010년 7월 16일). “Delta Cephei”. American Association of Variable Star Observers.
60. ↑  David H. Clark; Matthew D.H. Clark (2004). 《Measuring the Cosmos: How Scientists Discovered the Dimensions of the Universe》. Rutgers University Press. ISBN 0-8135-3404-6.
61. ↑  Ventrudo, Brian (2009년 11월 19일). “Mile Markers to the Galaxies”. 《One-Minute Astronomer》. 2015년 3월 12일에 원본 문서에서 보존된 문서. 2011년 2월 25일에 확인함.
62. ↑  Singh, Simon (2005). 《Big Bang: The Origin of the Universe》. HarperCollins. ISBN 0-00-716221-9. 2011년 2월 25일에 확인함.
63. ↑  “Women Subjects on United States Postage Stamps” (PDF). United States Postal Service. 6쪽. 2012년 3월 30일에 원본 문서 (PDF)에서 보존된 문서. 2011년 10월 21일에 확인함.
64. ↑  What is OWSD? 보관됨 2018-08-29 - 웨이백 머신, OWSD
65. ↑  For Women in Science Programme, UNESCO
66. ↑  "Dorothy Crowfoot Hodgkin (1910–1994)"
67. ↑  "BELL BURNELL, Dame (Susan) Jocelyn" (Who's Who 2013, A & C Black, an imprint of Bloomsbury Publishing plc, 2013; online edn, Oxford University Press)
68. ↑  Pilkington, J. D. H.; Hewish, A.; Bell, S. J.; Cole, T. W. (1968). "Observations of some further Pulsed Radio Sources". Nature 218 (5137): 126. doi:10.1038/218126a0.
69. ↑  Hargittai, István (2003). The road to Stockholm : Nobel Prizes, science, and scientists. Oxford: Oxford University Press. 240쪽. ISBN 0198607857.
70. ↑  Highfield, Roger, "The End of BSE". The Telegram. 11 February 2011
71. ↑  https://news.naver.com/main/read.nhn?mode=LSD&mid=sec&sid1=104&oid=003&aid=0002314944
72. ↑  Wasserman, Elga R. (2000). 《The door in the dream : conversations with eminent women in science》. Joseph Henry Press. 46쪽. ISBN 0-309-06568-2.
73. ↑  ["Dorothy Hill 1907–1997". Biographical memoirs. Australian Academy of Science. Dorothy Hill 1907-1997], Australian Academy of Science
74. ↑  Lisa Randall; Raman Sundrum (1999). “Large mass hierarchy from a small extra dimension”. 《Physical Review Letters》 (영어) 83 (17): 3370–3373. doi:10.1103/PhysRevLett.83.3370.
75. ↑  “Press Release: The 2004 Nobel Prize in Physiology or Medicine”. Nobelprize.org. 2012년 11월 8일에 확인함.
76. ↑  YouYou Tu, The Nobel Prize in Physiology or Medicine 2015